# Elecciones estatales de Kelantan de 1969
Las elecciones estatales de Kelantan de 1969 tuvieron lugar el 10 de mayo del mencionado año con el objetivo de renovar los 30 escaños de la Asamblea Legislativa Estatal, que a su vez investiría a un Menteri Besar (Gobernador o Ministro Principal) para el período 1969-1974, a no ser que se realizaran elecciones anticipadas en ese período. Al igual que todas las elecciones estatales kelantanesas, tuvieron lugar al mismo tiempo que las elecciones federales para el Dewan Rakyat de Malasia a nivel nacional. Kelantan fue el único que estado en ese año que no realizó las nominaciones de las candidaturas el mismo día que el resto, pues fue el 12 de abril, mientras que en los demás estados y a nivel federal se realizó el 5 de abril. Sin embargo, la votación sí fue el mismo día.
Al igual que en las anteriores elecciones, la competencia fue casi puramente bipartidista entre el oficialista Partido Islámico Panmalayo (PAS), opositor a nivel nacional, y la Alianza, gobernante a nivel nacional. Mientras que en el resto del país la oposición experimentó un abrumador crecimiento de votos que casi provoca la caída de la Alianza, en Kelantan el PAS sufrió un revés al perder la mayoría absoluta de dos tercios, con un 52.23% de los votos contra el 47.48% de la Alianza. Un candidato independiente logró 693 votos, que se tradujeron en el 0.29% del voto restante. La participación electoral fue ligeramente más baja que en los anteriores comicios, de un 74.51%.
Con este resultado, Asri Muda, Menteri Besar desde 1964, fue reelegido para un segundo mandato.

## Resultados
|  | 52.23 % |

|  | 63.33 % |

|  | 45.51 % |

|  | 33.33 % |

|  | 1.97 % |

|  | 3.33 % |

|  | 47.48 % |

|  | 36.67 % |

|  | 0.29 % |

|  | 0.00 % |

|  | 94.88 % |

|  | 5.12 % |

|  | 100.00 % |

|  | 74.51 % |